# St Albans City FC
St Albans City FC är en fotbollsklubb från St Albans, Hertfordshire i England. Den grundades 1908 och hemmamatcherna spelas på Clarence Park som ligger ungefär 800 yards (ca 730 meter) från stadens centrum. Smeknamnet är The Saints eller "The Friars".
Klubbens mest kända match spelades den 22 november 1922 i FA cupens första omgång inför 4060 åskådare. Den första matchen mot Dulwich Hamlet slutade 1-1 på Clarence Park den 18 november. City's målvakt W. Tennant kom inte och Alf Fearn som i vanliga fall spelade med reserverna fick ta hans plats. Han släppte in åtta mål, det sista på slutet av övertiden. Matchen finns med i rekordböckerna eftersom alla Citys sju mål gjordes av en enda spelare, Wilfred Minter. Det gör att han är den spelare som gjort flest mål i en FA-cupmatch tillhörande det förlorande laget.